# Harry Ord

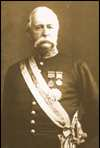
Harry Ord

Sir Harry St. George Ord (* 17. Juni 1819 in London, England; † 20. August 1885 in Homburg vor der Höhe) war ein britischer Generalmajor, Kolonialbeamter und Gouverneur der Kolonien der Straits Settlements, der Bermuda-Inseln und von Western Australia.

## Leben
Ord wurde 1819 als Sohn des Artilleristen Harry Gough Ord und seiner Frau Louisa im Londoner Stadtteil North Cray geboren. Nach einem Studium an der Militärakademie Woolwich trat er 1837 dem Pionierkorps der britischen Armee (Royal Engineers) bei und diente in Irland, Westafrika, Indien und den Westindischen Inseln. 1846 heiratete er Julia Graham, die Tochter des Admirals James Carpenter. Ab 1855 trat er in den Kolonialdienst und wurde zunächst als Sonderkommissar an der Goldküste eingesetzt, danach ab 1857 als Vizegouverneur von Dominica. Anschließend war Ord von 1861 bis 1864 Gouverneur der Bermudas und ab 1867 der erste vom Colonial Office ernannte Gouverneur der Straits Settlements. Während dieser Zeit versuchte er, den Handel der Kolonie durch moderne Dampfschiffe zu fördern, die Europa über den 1869 eröffneten Suezkanal bedeutend schneller erreichen konnten.
Nach seiner Rückkehr nach England 1873 litt er an einer Tropenkrankheit. Im April 1877 lehnte er den Posten als Gouverneur von South Australia ab. Im Januar 1878 akzeptierte er jedoch die Stelle als Gouverneur von Western Australia. Während seiner Amtszeit brachte er den Eisenbahnbau in der Kolonie voran, was den Haushalt der Kolonie jedoch belastete.
1880 verließ Ord Australien und ließ sich in Bury St Edmunds nieder. 1885 erlag er während eines Aufenthalts in Homburg vor der Höhe einem Herzinfarkt.

## Auszeichnungen
- Knight Commander of the Order of St. Michael and St. George (1878)
- Knight Grand Cross of the Order of St. Michael and St. George (1881)